# Musikexportpriset
Musikexportpriset (Regeringens Musikexportpris) är ett pris som instiftades 1997 av Sveriges regering. Priset delas ut under eller i samband med Grammis-galan till någon artist som under föregående kalenderår varit internationellt framgångsrika och bidragit till svenska musikaliska exportframgångar och medverkat till en positiv bild av Sverige. Priset delas ut av regeringen.

## Bakgrund och historik
Pristagaren utses av en jury som varje år har i uppgift att utse någon inom musikbranschen som utmärkt sig genom sitt bidrag till svenska exportframgångar men även hjälpt till att sätta Sverige på kartan. Juryn grundar sitt beslut på att pristagaren ses som en god representant för Sverige där framgångar på flera stora utlandsmarknader är extra meriterande liksom ett påvisat kreativt entreprenörskap som främjat den svenska musikexporten och Sverigebilden. Priset kan ges till flera personer, exempelvis en grupp. 
Sedan år 2006 har juryn också getts möjlighet att även utse en särskild hederspristagare. Hederspriset tilldelats någon inom musikbranschen som gjort mångåriga insatser för främjandet och spridningen av svensk musik i utlandet samt bidragit till att sprida en positiv bild av Sverige. 
År 2014 instiftades ett nytt hedersomnämnande "för insatser av särskild betydelse för svensk musiks internationalisering". Detta pris delas inte ut till artister eller låtskrivare utan andra som bidragit till att svensk musik fått framgångar. Priset ska endast delas ut när det finns särskilda skäl att göra det. Det första hedersomnämnandet gick till TEN Music Group.
2017 meddelades att Regeringen från och med 2018 ska dela ut ett återkommande exportpris som hyllning till landets entreprenörer och talanger inom olika näringar inom kultur eller kreativa näringar (regeringens exportpris för kulturella och kreativa näringar, även kallat regeringens kulturexportpris eller bara kulturexportpriset). Detta nya pris ska lyfta fram insatser inom arkitektur, mode, design, datorspelsbranschen och liknande. Priset, för år 2017, som delades ut i maj 2018, gick till Acne Studios. Priset delas liksom musikexportpriset ut för föregående kalenderår. För 2018 gick priset till Norstedts Agency (utdelat i oktober 2019) och för 2019 gick priset till Goodbye Kansas Studios (utdelat i oktober 2020).

## Vinnare
- 1997 – The Cardigans
- 1998 – Max Martin
- 1999 – Cheiron Productions

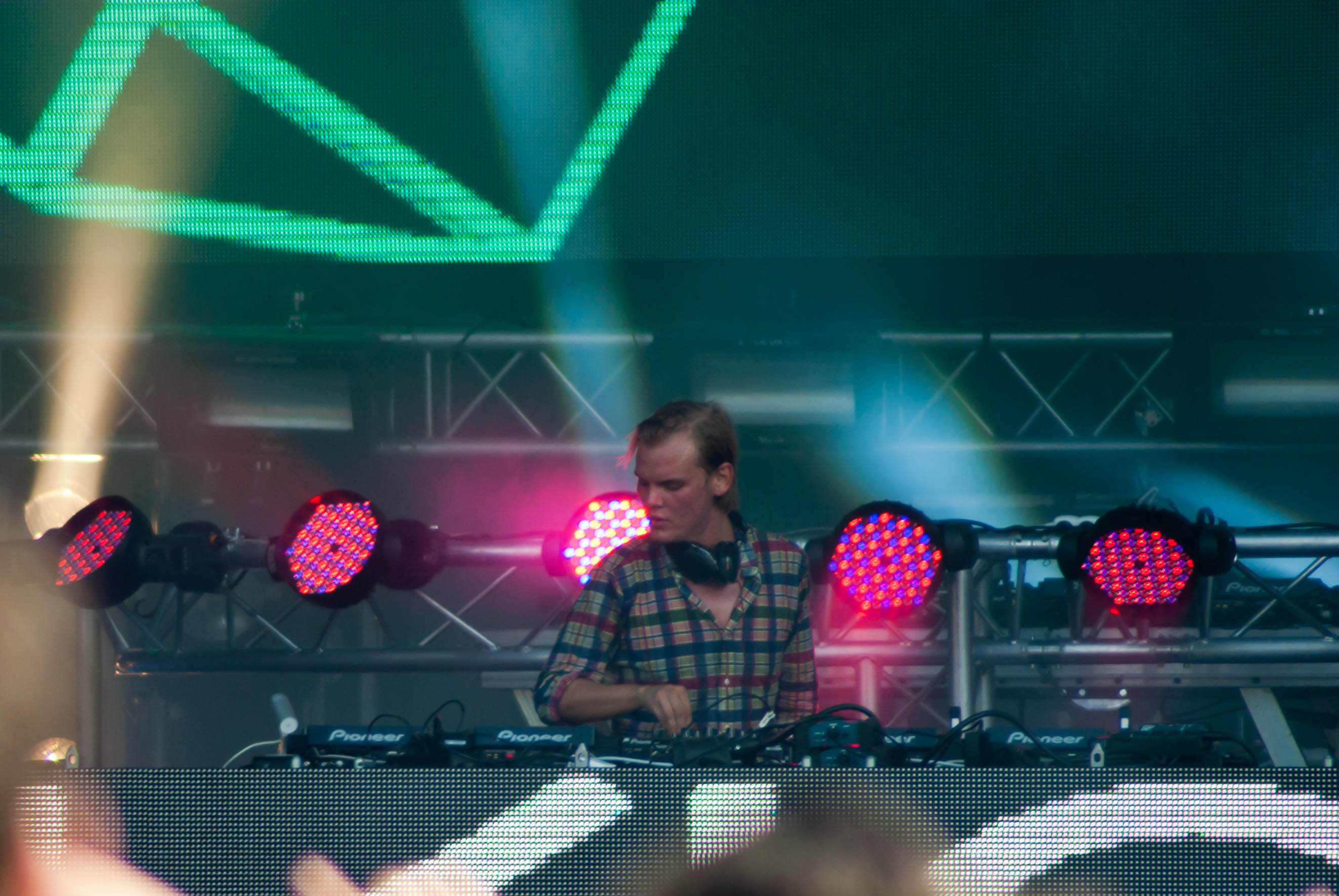
2013 års vinnare Avicii. Här vid en spelning i Paris.

- 2000 – Benny Andersson och Björn Ulvaeus
- 2001 – Roxette
- 2002 – The Hives
- 2003 – Esbjörn Svensson Trio
- 2004 – Anne Sofie von Otter
- 2005 – In Flames
- 2006 – José González
- 2007 – Bloodshy & Avant
- 2008 – Björn Ulvaeus & Benny Andersson
- 2009 – Mando Diao[3]
- 2010 – Robyn[4]
- 2011 – Swedish House Mafia
- 2012 – Shellback (Johan "Shellback" Schuster)
- 2013 – Avicii[5]
- 2014 – Max Martin[6]
- 2015 – Tove Lo[7]
- 2016 – Zara Larsson[8]
- 2017 – Noonie Bao
- 2018 – Ludwig Göransson
- 2019 – Ghost
- 2020 – Oscar Holter
- 2021 – Abba[9]
- 2022 – First Aid Kit[10]
- 2023 – Loreen
- 2024 – Ilya Salmanzadeh

## Hederspriset

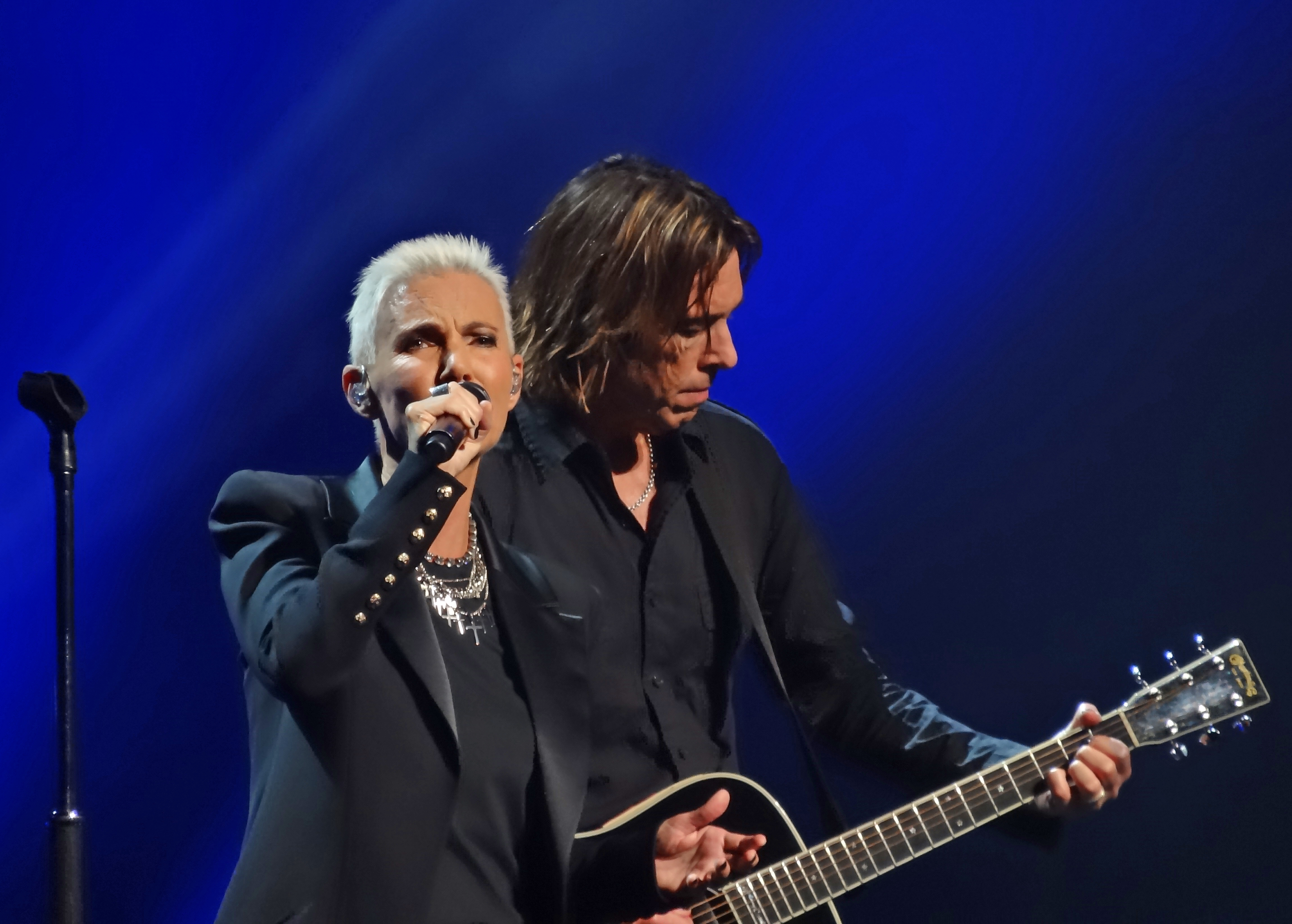
Roxette, vinnare av hederspriset 2011.

- 2006 – Ola Håkansson (jubileumspristagare)[11]
- 2007 – Eric Ericson (Sverigefrämjarpristagare)[11]
- 2008 – Robert von Bahr ("Life Time Achivement Award")[11]
- 2009 – Radiokören[11]
- 2010 – Nils Landgren[11]
- 2011 – Roxette[11]
- 2012 – Refused[11]
- 2013 – Abba[5]
- 2014 – Max Martin[11]
- 2015 – Anders Hillborg[11]
- 2016 – Nina Stemme[8]
- 2017 – Herbert Blomstedt[11]
- 2018 – Thomas Johansson[11]
- 2019 –  Marie Dimberg[12]
- 2020 –
- 2021 –
- 2022 – Marie Ledin[10]
- 2023 – Europe
- 2024 – Björn Skifs

## Hedersomnämnande
- 2013 – TEN Music Group[1]
- 2014 – Spotify[13]
- 2015 – Esa-Pekka Salonen[14]
- 2018 – Musikmakarna och dess rektor och grundare Ulla Sjöström[15]
- 2023 – Melodifestivalen
- 2024 – Gehrmans Musikförlag